# Seleukos (imię)
Seleukos – imię męskie pochodzenia greckiego, od séleukos – "gorący, zapalczywy". Jest ono znane przede wszystkim jako imię królów z dynastii Seleucydów, rządzących państwem leżącym na terenach Bliskiego i Środkowego Wschodu w trzech ostatnich stuleciach p.n.e.
Oto poszczególni władcy z tej dynastii noszących to imię:
- Seleukos I Nikator
- Seleukos II Kallinikos
- Seleukos III Keraunos
- Seleukos IV Filopator.

Imię to nosiło również kilku świętych katolickich, w tym św. Seleukos, wspominany razem ze śwśw. Pamfilem, Pawłem i innymi świętymi.
Seleukos imieniny obchodzi 1 czerwca. 